# Adana
Adana é uma cidade do sul da Turquia, capital da área metropolitana e província homónima, na Região do Mediterrâneo. O conjunto dos distritos que a malha urbana da cidade ocupa, na totalidade ou parcialmente, (Seyhan, Çukurova, Sarıçam e Yüreğir) tem 2 299 km² e em dezembro de 2021 tinha 1 797 136 habitantes (densidade: 781,7 hab./km²). Em alguns contextos considera-se que a cidade propriamente dita corresponde ao distrito de Seyhan, enquanto que os restantes distritos têm áreas que não fazem parte da aglomeração urbana de Adana. Seyhan tem 444 km² de área e em dezembro de 2021 tinha 792 536 habitantes (densidade: 1 785 hab./km²).

## Etimologia
De acordo com numerosas fontes, o nome de Adana deriva de Uru Adaniya ou Uru Adaniyya, cidade portuária do reino pré-hitita de Quizuatena (2.º milénio a.C.), Kodes nas fontes egípcias), embora alguns autores o relacionem com as figuras mitológicas gregas Dánao e com os dânaos, uma tribo mitológica grega originária do Egito. Homero refere-se à cidade com o nome atual. No período helenístico, era conhecida como Antioquia na Cilícia (em grego: Ἀντιόχεια τῆς Κιλικίας) ou Antioquia no Saros (Ἀντιόχεια ἡ πρὸς Σάρον, Antiochia ad Sarum) — Saros é o nome clássico do rio Seyhan, que banha a cidade.
Outros nomes históricos são: Adanos, Ta Adana, Erdene, Edene, Ezene, Batana, Atana, Azana e Addane.

## Descrição
De origem hitita, a cidade foi colonizada pelos romanos em 66 a.C. Conserva as ruínas de um castelo fundado pelo califa abássida Harune Arraxide, no ano de 782.[carece de fontes?]
A principal atividade económica são fábricas de algodão e comércio de lãs, algodão, milho e sésamo.
Na culinária da cidade, destaca-se o Adana kebap, uma espetada de carne picada picante que é famosa em toda a Turquia.